# Stoczek József
Stoczek József, más írásmóddal Sztoczek József (Szabadka, 1819. január 19. – Budapest, 1890. május 11.) magyar mérnök, egyetemi tanár, a Magyar Tudományos Akadémia tagja, alelnöke (1886–1889). 1865-től 1867-ig a Királyi Magyar Természettudományi Társulat elnöke.

## Élete
Jómódú iparoscsaládban született. A gimnázium hat osztályát szülővárosában végezte. 1834-ben Pécsre ment filozófiát hallgatni, ahol 1835 őszén fölvették az egyházmegye novíciusai közé. A következő tanévben a pesti szeminárium papnövendéke lett. 1840-ben megvált a papi pályától és ősszel belépett az Institutum Geometricum hallgatói közé, ott szerzett oklevelet 1844-ben. Tanárai közül Petzelt József volt rá nagy hatással, aki mellett a mérnöki kurzus elvégzése után segédtanárként működött. 1847-ben kinevezték rendes tanárnak a József Ipartanoda fizikai tanszékére, 1857. májusban az újonnan alakult József Műegyetem általános és technikai természettan tanszékére. 1862. június 12-től 1871. szeptember 30-ig az intézet igazgatója, majd 1871–1872-ben és 1875–1879 között rektora volt.
A Magyar Tudományos Akadémia 1858. december 15-én levelező tagjának, 1860. október 9-én rendes taggá, 1872. május 24-én az igazgató tanács tagjává választotta. Ugyanott a III. osztály elnöke, másodelnök volt 1886. május 6-ától 1889. május 3-áig. A műegyetem megszervezésekor végzett tevékenysége eredményeként 1872-ben a közoktatási tanács alelnökének és a műszaki alosztály elnökének teendőivel bízták meg, 1874-ben pedig a középiskolai tanárképző intézet igazgatója és a tanárvizsgáló bizottság elnöke lett.
A Természettudományi Társulatnak 1862 és 1872 között volt elnöke, ebben az időben a társulatot teljesen újjászervezték. A Magyar Mérnök- és Építész-Egylet megalapításában is részt vett. 1885-ben a főrendiház tagjává nevezték ki. A Magyar Mérnök- és Építész-Egylet, a Természettudományi Társulat, az Országos Középtanodai Tanáregylet tiszteletbeli tagja, a Vaskorona-rend III. osztályú lovagja volt. 1890-ben Budapesten halt meg. A Magyar Tudományos Akadémián 1892. október 31-én Szily Kálmán tartott fölötte emlékbeszédet.

## Munkái
- A kis catoptricai cathetometer és használata megismertetése. Irta Petzelt József. Magyarra ford. Buda, 1845.
- Két jegyű közönséges logarai az 1-től 108 000-ig terjedő számoknak valamint 10-től 10 m.-percre, minden körnegyedi szög keble-, pótkeble-, érintője- és pótérintőjének összeállítá Schrön Lajos. A szöveget magyarra ford. Stereotyp kiadás. Braunschweig és Pest, 1860.
- Utasítás meteorologiai észleletekre. Pest, 1861. Táblázattal.
- Beszéd a kir. József-műegyetemen az 1876-79. tanév megnyitásakor 1876. szept. 14. Budapest, 1876.
- Műszaki természettan. Budapest, év n. (Kőnyomat 4-rét 1-144. l. a Magyar Nemzeti Múzeum; vége hiányzik).